# David Fynn
David Fynn (Cork, 1982) è un attore irlandese.

## Biografia
Attivo anche in campo televisivo e cinematografico, David Fynn è noto soprattutto come interprete teatrale. Dopo aver recitato in Ella si umilia per vincere per la regia di Jamie Lloyd al National Theatre, Fynn ha ottenuto il ruolo principale di Dewey Finn (interpretato da Jack Black nel film) nel musical di Andrew Lloyd Webber School of Rock in scena al Gillian Lynne Theatre del West End di Londra. Per la sua interpretazione ha ricevuto una candidatura al Laurence Olivier Award al miglior attore in un musical.

## Filmografia parziale

### Attore

#### Cinema
- Una proposta per dire sì (Leap Year), regia di Anand Tucker (2010)
- The Mauritanian, regia di Kevin Macdonald (2021)

#### Televisione
- Spooks - serie TV, 1 episodio (2006)
- The Inbetweeners - serie TV, 1 episodio (2009)
- Doctor Who - serie TV, 1 episodio (2010)
- Peep Show - serie TV, 1 episodio (2010)
- Doctors - serie TV, 1 episodio (2011)
- Black Mirror - serie TV, 1 episodio (2011)
- Il Trono di Spade (Game of Thrones) - serie TV, 1 episodio (2012)
- Sherlock - serie TV, 1 episodio (2014)
- Undateable - serie TV, 26 episodi (2014-2017)
- Vanity Fair - La fiera delle vanità (Vanity Fair) - miniserie TV, 5 puntate (2018)
- Belgravia: The Next Chapter, regia di John Alexander, Paul Wilmshurst e Marisol Adler – miniserie TV, 7 puntate (2024)

### Doppiatore
- Trolls - La festa continua! (Trolls: The Beat Goes On!) - serie TV, 43 episodi (2018-2019)

## Doppiatori italiani
Nelle versioni in italiano delle opere in cui ha recitato, David Fynn è stato doppiato da:
- Gianluca Crisafi in Undateable
- Simone Crisari in Vanity Fair - La fiera delle vanità
- Leonardo Graziano in Belgravia: The Next Chapter
- Fabrizio Vidale in Here